# 倪应晋
倪应晋，云南昆明人，是一名清朝政治人物。监生出身。
倪应晋曾接替廖秩玮任娄县知县一职，由陈淦接任。